# Gustav von Ewers

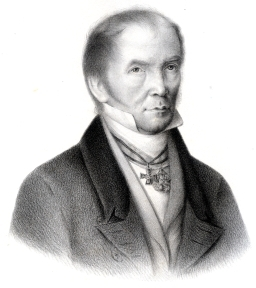
Gustav von Ewers (1827)

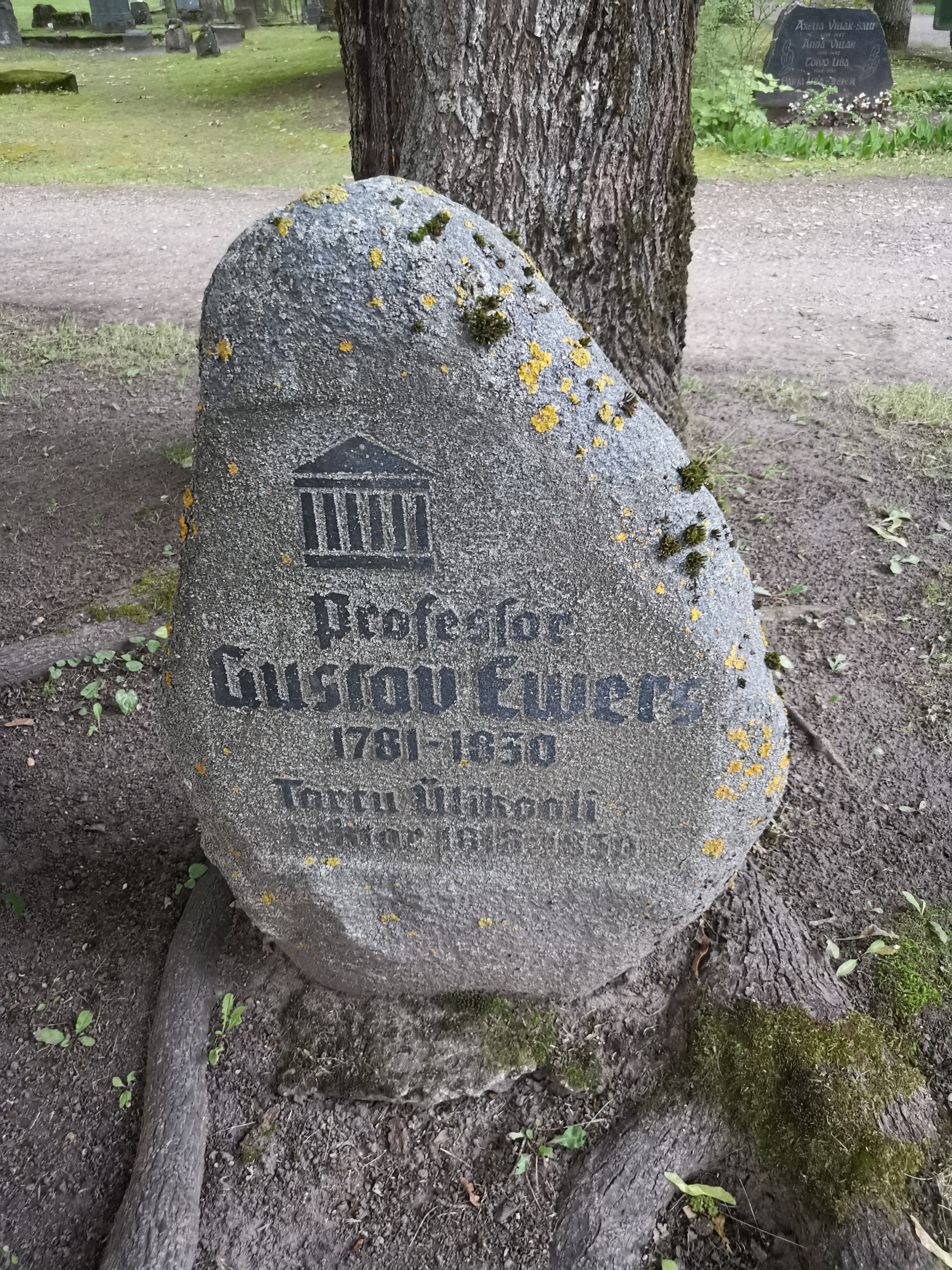
Grab auf dem Friedhof Tartu (Raadi kalmistu)

Johann Philipp Gustav von Ewers (* 11. Julijul. / 22. Juli 1779greg. in Amelunxen; † 8. Novemberjul. / 20. November 1830greg. in Dorpat, Gouvernement Livland) war ein deutscher Historiker, Staatslehrer, Hochschullehrer sowie Rektor der Kaiserlichen Universität Dorpat (1818–1830).

## Leben
Der Sohn eines Landwirts wurde zunächst vom Dorfpfarrer Schnorr unterrichtet und besuchte dann die Klosterschule zu Holzminden. Ewers studierte in Göttingen Theologie und Geschichte.
1803 wurde er Hauslehrer beim livländischen Landrat Otto Magnus von Richter. So kam er in der Ostseeprovinzen, in denen er fortan, bis zu seinem Tode, lebte. Seine Tätigkeit als Lehrer ließ ihm viel Zeit für die Forschung. Sein 1808 erschienenes, aus einer umfassenden Auswertung der Quellen erarbeitetes Buch Vom Ursprung des Russischen Staats machte ihn bekannt. Daraufhin wurde er 1809 zum korrespondierenden Mitglied der Russischen Akademie der Wissenschaften in St. Petersburg berufen und 1810 zum Professor für Geographie, Statistik und Geschichte an der Universität Dorpat. Ab 1816 war er Professor für allgemeine Geschichte, Geographie und Geschichte. 1818 wählten ihn die Mitprofessoren zum Rektor; in diesem Amt wurde er zwölfmal wiedergewählt. Ab 1826 war er Professor des positiven Staats- und Völkerrechts. Ewers war Ehrenmitglied der Russischen Akademie der Wissenschaften sowie der Universität Moskau. Ebenfalls seit 1826 war er Präsident der Zensurkommission und wurde schließlich 1827 Kaiserlich-russischer Wirklicher Staatsrat.

## Familie
Gustav von Ewers vermählte sich 1811 mit Dorothea von Maydell (1790–1864). Aus der Ehe sind sechs Kinder hervorgegangen, darunter der russische Staatsmann und Diplomat Otto von Ewers (1812–1873). Die Tochter Marie war mit Theodosius Harnack, die Tochter Bertha mit  Alexander von Oettingen verheiratet.

## Schriften

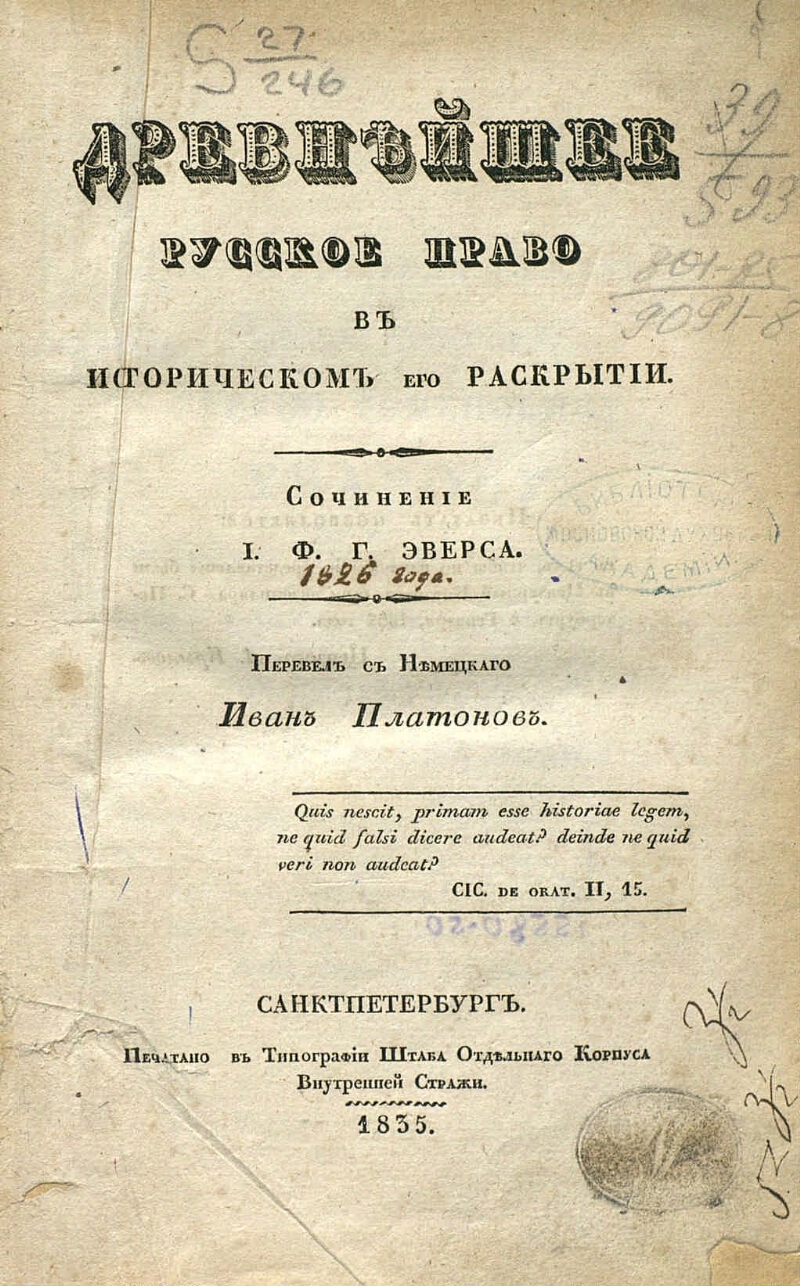
Titelblatt der russischen Übersetzung durch Ivan Platonov von Ewers’ Das älteste Recht der Russen in seiner geschichtlichen Entwicklung, SPb 1835

- Provisorische Verfassung des Bauernstandes in Estland. 1805, 1806.
- Vom Ursprung des Russischen Staats. 1808
- Unangenehme Erinnerungen an August Ludwig Schlözer. 1810.
- Kritische Vorarbeiten zur Geschichte der Russen. 1814.
- Geschichte der Russen. 1816.
- Das älteste Recht der Russen in seiner geschichtlichen Entwicklung. 1826.
- Rhapsodische Gedanken über die wissenschaftliche Bedeutung des Naturrechts. 1828.